# Gramophone
Pour le label discographique italienne, voir La voce del padrone.
Pour les articles homonymes, voir Gramophone (homonymie).

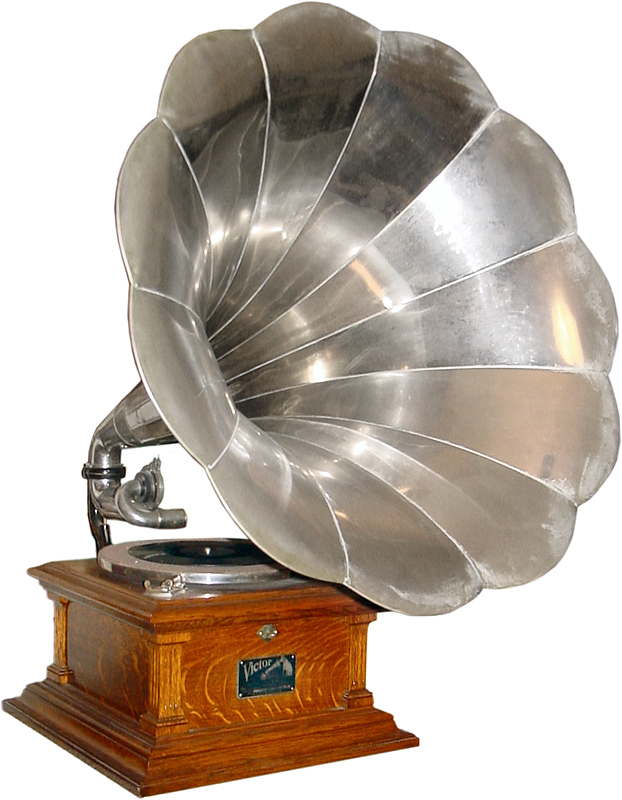
Un gramophone « Victor V ».

Le gramophone est un appareil ancien permettant de jouer mécaniquement un morceau de musique enregistré sur un disque phonographique en métal, cire puis gomme-laque jusqu'à l'époque des 78 tours, qui possède des propriétés d'enregistrement et/ou de reproduction mécanique du son. Il fait suite au phonographe à cylindre de Thomas Edison et a été breveté par Emile Berliner.
Ce nom, qui est à l'origine une marque déposée, est bien souvent remplacé par l'appellation de phonographe, voire « phono », celui-ci concernant théoriquement uniquement les appareils à cylindre. Mais ce terme reste utilisé majoritairement par le grand public, qui l'étend à tous les appareils d'autrefois lisant mécaniquement les disques tournant à 90 tours, puis 78 tours par minute.
Le procédé du phonographe, né au XIXe siècle, fut progressivement remplacé au siècle suivant par le gramophone, puis le pick-up ou platine tourne-disques, conjointement au magnétophone, qui furent ensuite eux-mêmes éclipsés par les techniques de reproduction sonores permises par la numérisation.
Les gramophones ne seront fabriqués que jusqu'à l'époque des 78 tours, et n'existeront plus pour les microsillons, qui s'écoutent électriquement et avec des têtes de lecture beaucoup plus légères.

## Origines

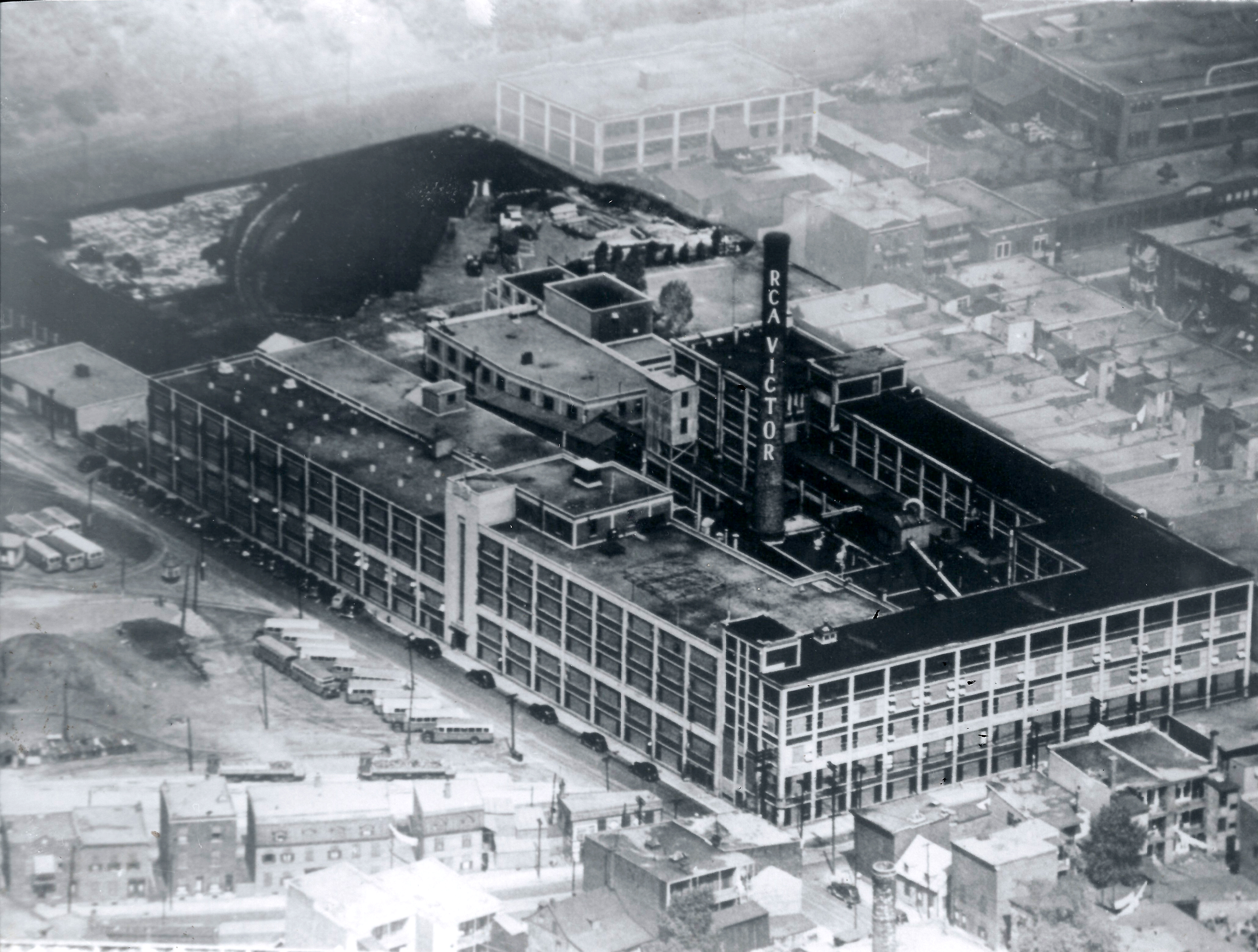
Usine RCA Victor (précédemment la Berliner Gramophone) à Montréal, vers 1943. Construite par Émile Berliner en 1908 pour la production de gramophones, elle abrite depuis 1996 le musée des ondes Émile-Berliner.

Si Berliner est à l'origine de l'adoption de ce procédé, il  n'est pas le premier à l'avoir essayé. Il existe un disque enregistré fabriqué en 1881 par Charles Sumner Tainter et Chichester Bell, et déposé la même année à la Smithonian Institution. À l'opposé, le procédé de Thomas Edison, qui réalisa fin 1877 le premier phonographe, consiste à graver en profondeur à la surface d'un cylindre en rotation. On désigne cette technique sous le nom de gravure verticale (en anglais : hill and dale). Édouard-Léon Scott de Martinville a inventé le « phonautographe » dix-sept ans avant le phonographe d'Edison, bien que n'ayant pas les mêmes ambitions, et a enregistré un Au clair de la lune le 9 avril 1860.
Berliner commença ses expériences en gravant sur une plaque de verre d'assez grand diamètre enduite de noir de fumée, mais très vite il adopta un procédé de gravure d'une couche de laque sur un disque de zinc d'assez petites dimensions. Les premiers disques de zinc reproduits par pressage et commercialisés par Berliner mesuraient 5 pouces (12,7 cm de diamètre) et étaient faits en gutta-percha. Les disques Berliner de 7 pouces (17,5 cm) apparurent ensuite aux États-Unis en 1895 ; ils étaient constitués d'une matière très proche de l'ébonite. Les 25 cm (10 pouces) apparaissent en 1901, le premier 30 cm (12 pouces) paraît en 1903.

## Fonctionnement

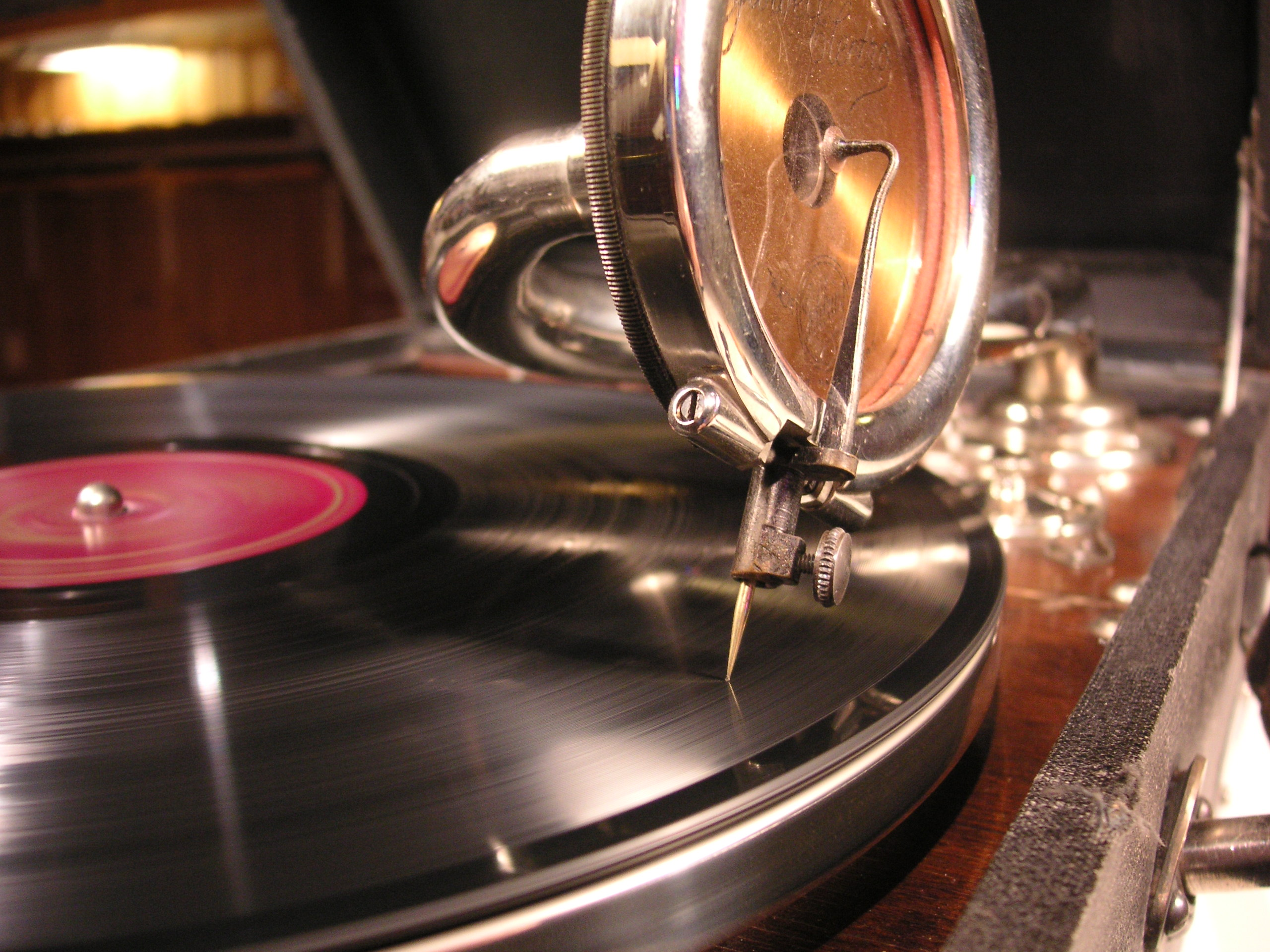
Détail de l'aiguille et du diaphragme d'un gramophone.

Un gramophone est constitué de trois éléments au minimum :
- un plateau tournant, sur lequel est déposé le disque. Le plateau est mis en rotation au moyen d'une manivelle ou plus tard d'un moteur à ressort ;
- un bras tubulaire comportant à une de ses extrémités une tête de lecture, elle-même composée d'une aiguille, similaire à une aiguille à coudre, et d'un diaphragme, pouvant pivoter et suivre le déplacement de la tête sur le disque ;
- un dispositif d'amplification, le plus souvent de forme conique, ou situé sous la platine, pour les phono-valises. Le plus fréquent de ces dispositifs est un pavillon en tôle décorée, une embouchure rectangulaire pour les valises.

Il est entièrement mécanique pour la rotation du disque comme pour la reproduction du son.
- La rotation est assurée par un ressort que l'on remonte et tend au préalable de l'écoute d'un disque, en actionnant une clé ou manivelle de quelques tours, et la vitesse assurée par un régulateur  (à l'analogue d'une clé de boîte à musique).
- L'écoute s'effectue par la tête de lecture, pesant de cent à deux cents grammes, constituée d'une membrane vibrant par l'intermédiaire d'une aiguille ou saphir sous l'impulsion des sinuosités du sillon, et amplifiée par un pavillon, entonnoir ou caisse de résonance.

Le fonctionnement du dispositif moteur ainsi que du diaphragme de lecture étant similaires à quelques détails près, sur les phonographes et gramophones, voir le détail sur :

## Évolution

### Le gramophone

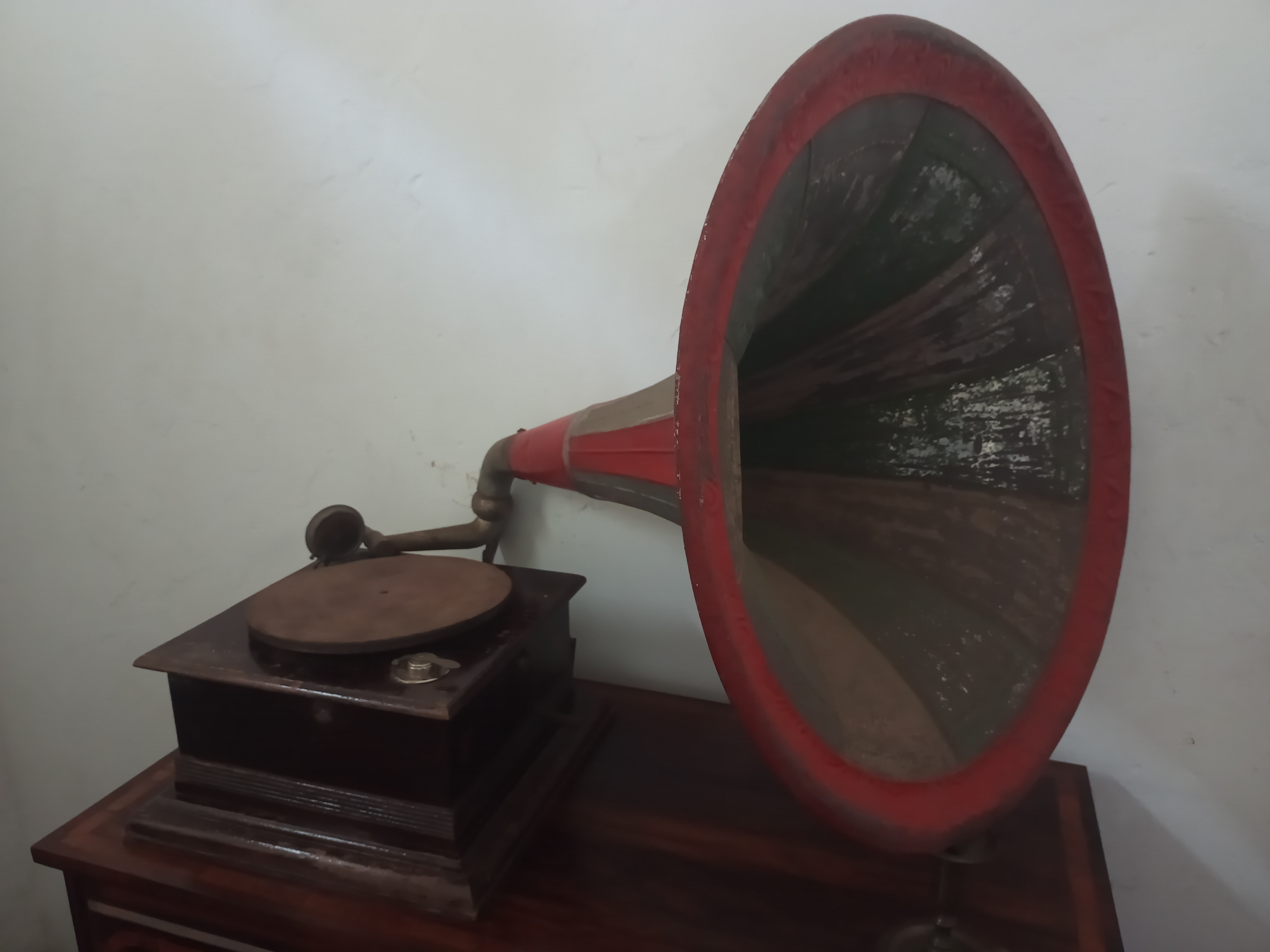

Il a été inventé et développé par l’Allemand Émile Berliner de 1886 à 1889. Il est le successeur du phonographe à cylindre.
Le graphophone, similaire au phonographe, permet d'enregistrer les textes destinés à être dactylographiés. Il dispose à cet effet d'une tête réversible et d'un cornet en guise de micro. Pour effacer ce que l'on a gravé, on rabote la surface du cylindre constitué de cire.
Les gramophones sont une évolution marquante du phonographe, au point de devenir l'appellation du procédé générique. La différence entre ces deux types d'appareils se fait surtout par le support d'enregistrement : cylindre pour les phonographes, disque pour les gramophones.
Les disques étaient en effet beaucoup plus pratiques pour être rangés et classés, apportant ainsi un gain de place, ainsi que pour la pose directe sur un plateau, que les cylindres.
Une manivelle remplace l'ancienne clé des phonographes à cylindres pour remonter le ressort moteur.

### Évolution de la vitesse et affinement à 78 tours
Au début du XXe siècle, la vitesse n'était pas standardisée. Les maisons de disques utilisaient des vitesses différentes.
Chez la firme Odéon, qui lança en 1904 les premiers disques double-face, on pouvait retrouver du 74 tours, 78 tours, 80 tours, 84 tours, et parfois même 100 tours par minute. Du côté des frères Pathé, qui lancèrent les premiers disques à saphir en 1906, la vitesse variait entre 90 tr/min, pour les disques de 17, 21, 24, 29 et 35 cm de diamètre, et 120 tr/min pour les disques de 50 cm de diamètre. Il fallut attendre la toute fin des années 1920, pour que la norme 78 tours soit enfin adoptée par toutes les maisons de disques.

### Mallettes portatives (gramophone valise)

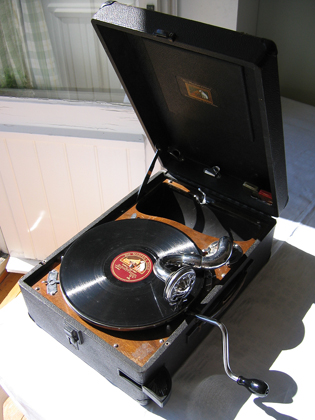
Gramophone valise « La Voix de son Maître » modèle 102 (vers 1932).

C'est avec la Première Guerre mondiale que les phono-valises apparaissent. Ils sont destinés à distraire les soldats au front. Les premiers furent fabriqués par la firme anglaise Decca, surnommés alors « Trench Gramophone » ou « Gramophone des tranchées ». L'amplification acoustique est assurée par une cavité conique, à l'intérieur du boîtier, dont l’embouchure se situe entre le plateau et le couvercle.
À partir de la seconde moitié des années 1920, puis dans les années 1930, le « phono-valise » prend véritablement son essor. Favorisé entre autres par l’essor de l’automobile et des sorties familiales dominicales. Il comporte souvent un compartiment pour y ranger plusieurs disques. C'est le couvercle de la valise qui fait office de réflecteur pour le son. Il existe de nombreuses variétés d'aiguilles suivant la sonorité et l'intensité sonore que l'on veut obtenir. Rappelons qu'il n'y a pas de réglage de volume possible sur un gramophone. Il existe donc des aiguilles douces (longues et fines), des aiguilles médium, et des aiguilles fortes (plus courtes et épaisses) pour avoir un maximum de son. Il est vivement recommandé d'utiliser des aiguilles douces, afin de ménager ses disques, mais aussi ses oreilles. Les aiguilles se remplacent après chaque face de disque. Les marques de phono-valise, les plus répandues en France dans les années 1920 et 1930 étaient « La Voix de son Maître », « Pathé », « Columbia », « Salabert », etc.

### Gravure latérale et lecture par aiguilles
Le disque à gravure latérale sur la surface (popularisé par la firme du même nom « Gramophone », représentant au départ un ange, puis la célèbre étiquette du chien devant un pavillon, qui deviendra « La Voix de son Maître »), et non à gravure verticale comme sur les cylindres (ce que continuera de faire durant plusieurs années la firme Pathé et d'autres firmes françaises jusqu'à la fin des années 1920), support moderne de l’enregistrement sonore utilisé par le gramophone, lus avec une aiguille, en constitue l'innovation majeure. 
La gravure latérale, correspondant comme celle en profondeur à la courbe en fréquences du signal sonore ou musical, et qui restera similaire pour un microsillon, consiste en un va-et-vient, mais cette fois horizontal du stylet graveur dans le plan du disque. Vu au microscope, un sillon à gravure latérale rappelle les méandres d'un fleuve sur une carte géographique.

### Développement parallèle des pick-up
À la fin des années 1920, apparaissent avec le développement de la TSF et du cinéma parlant, les premiers pick-up électriques à aiguille et les amplificateurs à lampes. De meilleure sonorité, notamment pour la restitution des fréquences basses, manquantes sur un phonographe classique, ce matériel était très couteux. Il avait souvent la forme de meubles ou de coffrets en bois luxueux et imposants. Les valises continuèrent parallèlement d'être tout de même vendues à grande échelle, leur avantage étant d'être légères, pratiques et abordables, et de pouvoir être transportées partout.  Le pick-up à aiguille, relié à une TSF ne devint réellement abordable qu'à partir de la fin des années 1930. 
Dans les années 1950 les tourne-disques, portables eux aussi, supplantèrent les gramophones-valises lors de l'arrivée des microsillons, qui devaient systématiquement être écoutés électriquement, et pouvant par ailleurs continuer de diffuser les 78 tours.

### Ventes, musées et expositions
Il existe de nombreux musées du phonographe et gramophone, souvent étendus aux pick-up, postes à lampes, voire magnétophones, juke-box, télévisions et tous appareils de reproduction du son. En France ils sont parfois même associés aux musées des musiques mécaniques, ainsi qu'aux festivals correspondants, tels que ceux de Beaumont, Vichy ou Dijon (orgues de Barbarie, pianos mécaniques, boîtes à musique, etc.).
Ils sont souvent issus de collectionneurs ayant conservé et/ou restauré minutieusement chacun de ces appareils.
C'est le cas par exemple du musée de la Radio, situé à Radio France, ainsi que du « Phono Museum », récemment[Quand ?] installé 53 boulevard Rochechouart à Paris.
A Montréal, au Canada, Le Musée des ondes Emile Berliner expose des gramophones. Parmi sa collection d'objets issue de la Berlner Gram-o-phone company, ce musée possède le premier gramophone, fabriqué au Canada dans l'usine de production d'Alexander Graham Bell. 
Le site « phonorama » est dédié aux passionnés des phonographes et gramophones et à leurs inventeurs.

#### Vente
La vente ou l'achat des phonographes ou gramophones s'effectue très souvent chez les brocanteurs, antiquaires, salles de ventes aux enchères, ou auprès de spécialistes.
Les spécialistes mettent en garde en déconseillant aux acheteurs novices, ce qu'ils appellent les « faux-nographes », présentant un bel aspect ancien et d'une bonne sonorité, mais non authentiques, reconnaissables à leur forme géométrique standardisée, et fabriqués récemment de pièces bon marché en bois blanc verni et pavillon en tôle laitonnée.